# Primo Baran

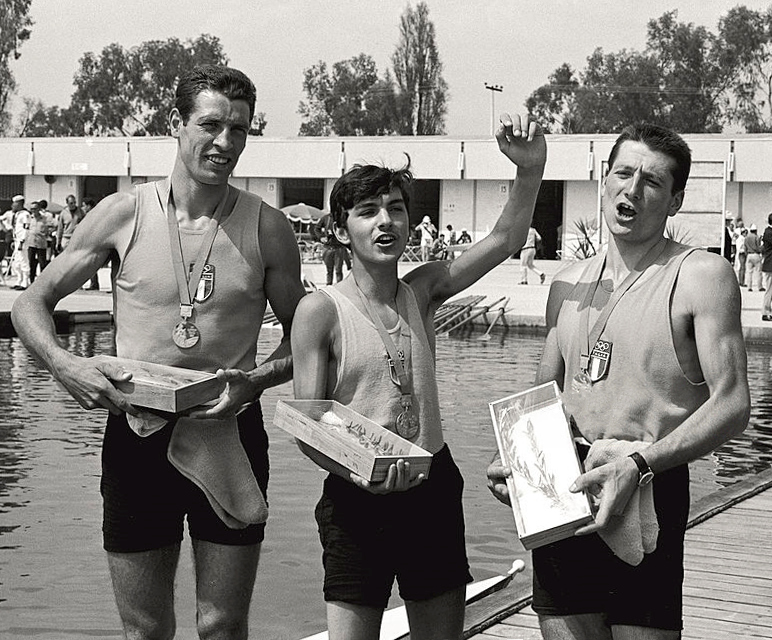
Renzo Sambo, Bruno Cipolla und Primo Baran (rechts) 1968

Primo Baran (* 1. April 1943 in Treviso) ist ein ehemaliger italienischer Ruderer.
Bei den Europameisterschaften 1965 gewann im Zweier mit Steuermann das sowjetische Boot vor Renzo Sambo, Primo Baran und dem Steuermann Giorgio Conte. Bei den Weltmeisterschaften 1966 siegte der niederländische Zweier vor den Franzosen, dahinter erhielten Sambo, Baran und Steuermann Enrico Pietropolli die Bronzemedaille. Nach Silber 1965 und Bronze 1966 gewannen Renzo Sambo, Primo Baran und ihr neuer Steuermann Bruno Cipolla den Titel bei den Europameisterschaften 1967 vor den Zweiern aus der DDR und aus der Tschechoslowakei. 1968 traten Sambo, Baran und Cipolla erneut zusammen an und gewannen die Goldmedaille bei den Olympischen Spielen 1968 in Mexiko-Stadt vor den Booten aus den Niederlanden und aus Dänemark. Bei den Europameisterschaften 1969 gewann der Zweier aus der Tschechoslowakei, dahinter erruderten Primo Baran, Angelo Rossetto und Steuermann Giorgio Sajeva die Silbermedaille.
Primo Baran nahm noch an den Olympischen Spielen 1972 in München (Zehnter im Vierer ohne Steuermann) und 1976 in Montreal (Fünfter im Zweier mit Steuermann mit Annibale Venier und Steuermann Franco Venturini) teil, aber gewann keine internationalen Medaillen mehr.